# Janina Natusiewicz-Mirer
Janina Barbara Natusiewicz-Mirer (ur. 1 stycznia 1940 w Brześciu nad Bugiem, zm. 10 kwietnia 2010 w Smoleńsku) – polska działaczka społeczna, historyk sztuki i archeolog, działaczka opozycji demokratycznej w PRL.

## Życiorys
W okresie II wojny światowej, jako dziecko, została wywieziona na Syberię; opuściła ją z Armią Andersa i jako jedno z polskich dzieci deportowanych w głąb ZSRR znalazła się w Afryce Wschodniej, na pograniczu Kenii i Tanzanii (ówczesnej Tanganiki), w krainie Masajów. W 1947 roku przez Genuę wróciła z matką do Polski i zamieszkała w Jaworze na Dolnym Śląsku z odnalezionym ojcem, Janem. W 1958 roku zdała maturę w Prywatnym Liceum Ogólnokształcącym Sióstr Urszulanek we Wrocławiu, a następnie ukończyła studia na Uniwersytecie Wrocławskim, uzyskując dyplom z archeologii.
Jej brat Ryszard był architektem i rysownikiem. Jej mąż Szymon był asystentem w Zakładzie Zespołowych Gier Sportowych AWF Wrocław, trenerem piłki nożnej (w Legnicy oraz w klubie Cracovia – w tym czasie oboje zamieszkali w Krakowie). W okresie PRL angażowała się z mężem w działalność opozycyjną, prowadząc starania o postawienie pomnika księdza Jerzego Popiełuszki w Suchowoli; w stanie wojennym współpracowała z Solidarnością Walczącą. Po śmierci męża założyła wraz z Anną Walentynowicz, z którą się przyjaźniła, Fundację Promocji Sztuki Sakralnej im. Szymona Mirera i Anny Walentynowicz w Krakowie. Współpracowała ze Związkiem Legionistów w Krakowie.
Brała udział w przygotowaniu dokumentacji dotyczącej Panoramy Racławickiej i zabiegała o postawienie w Starym Sączu pomnika świętej Kingi, fundatorki klasztoru klarysek w Starym Sączu.
10 kwietnia 2010 roku zginęła w katastrofie polskiego samolotu Tu-154 w Smoleńsku, udając się wraz z Anną Walentynowicz na obchody 70. rocznicy zbrodni katyńskiej do Katynia w Rosji. 16 kwietnia została pośmiertnie odznaczona Krzyżem Kawalerskim Orderu Odrodzenia Polski. Tego samego dnia Sejmik Województwa Dolnośląskiego pośmiertnie nadał jej tytuł Honorowego Obywatela Dolnego Śląska. 22 kwietnia pochowano ją z honorami wojskowymi w grobowcu rodzinnym na cmentarzu parafialnym w Tyńcu. Jej ciało zostało ekshumowane 6 grudnia 2016 w związku z prowadzonym w Prokuraturze Krajowej śledztwem w sprawie katastrofy smoleńskiej.

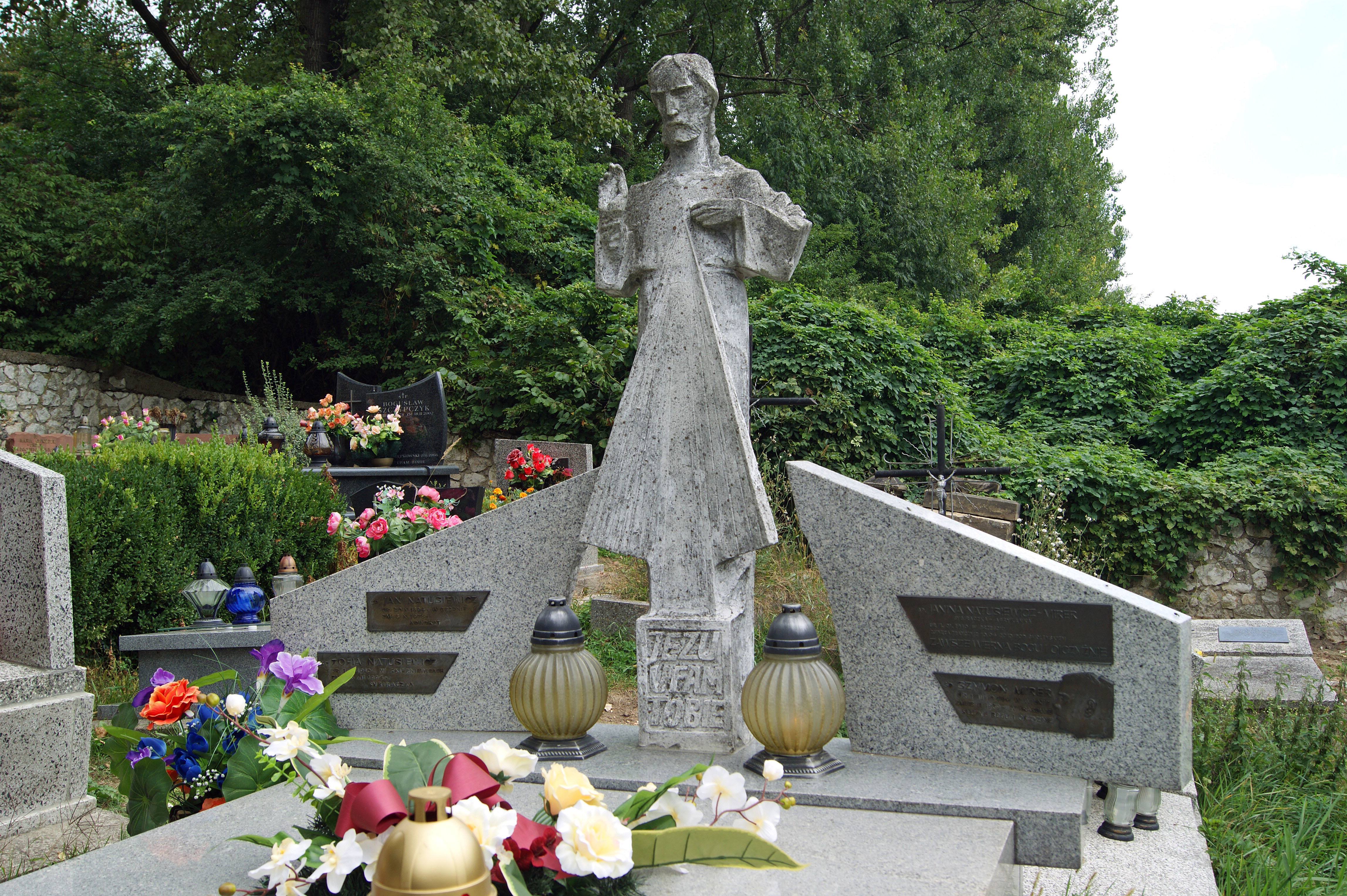
Grób Janiny Natusiewicz na cmentarzu w podkrakowskim Tyńcu

23 października 2012 na fasadzie budynku przy ulicy Jana Ewangelisty Purkyniego 11 we Wrocławiu (Panorama Racławicka) została odsłonięta tablica pamiątkowa poświęcona Janinie Natusiewicz-Mirer.

## Publikacje
- Janina Natusiewicz-Mirer, Panorama Racławicka w fakcie i anegdocie, Dolnośląskie Towarzystwo Społeczno-Kulturalne, Wrocław 1988
- Klasztor Błogosławionej Kingi w Starym Sączu, oprac. Siostry Klaryski ze Starego Sącza przy współpr. ks. Ryszarda Banacha oraz Janiny i Szymona Mirerów, wyd. 2, Stary Sącz 1996
- Misja Świętej siostry Faustyny, rysunki Ryszard Natusiewicz, oprac. Janina Natusiewicz-Mirerowa, Wrocław 2000